# Djamal Damou
 (février 2024).
Si vous disposez d'ouvrages ou d'articles de référence ou si vous connaissez des sites web de qualité traitant du thème abordé ici, merci de compléter l'article en donnant les références utiles à sa vérifiabilité et en les liant à la section « Notes et références ».
Djamal Damou est un champion français de kick boxing des années 1990 né le 5 juillet 1971 à Mantes-la-Jolie.

## Biographie
À l’âge de 3 ans, il déménage pour le sud de la France à Argelès-sur-Mer. Il commence la pratique des sports de combat par la boxe française et se dirige peu à peu vers le full-contact et le kick-boxing. Il devient en 1994, vice-champion de France « classe B » de kick-boxing des moins de 57 kg et l'année suivante il remporte le tournoi de France « classe A » en moins de 55,5 kg. 
Surnommé Le Diesel par Michel Coma, ancien boxeur professionnel de boxe anglaise, Djamal Damou a un rythme cardiaque à 39 pulsations par minute. D'une condition physique hors pair, il réussit avec seulement deux combats à son actif à tenir la distance face à André Sabatier alors champion d'Europe de boxe française et champion du Monde de full-contact (60 combats pour 50 victoires). 
Boxeurs courageux au grand cœur, il fait le combat d'ouverture de la célèbre Nuit des Champions de Marseille organisé par Eric Roméas lors du choc des années 1990, opposant le Néerlandais Ernesto Hoost et l’Américain Rick Roufus. 
En mars 1997, il devient champion du Monde professionnel ISKA de kick-boxing des moins de 56,700 kg et la même année, en mai, il décroche la ceinture mondiale professionnelle FIKB de full-contact des moins de 60 kg. 
En 1999, il entre dans la police et s’entraîne en full-contact, kick boxing, boxe thaï et boxe française.
Depuis les années 2000, il se consacre à sa passion, les boxes pieds-poings, en entraînant son club, le Phoenix argelésien à Argelès-sur-Mer (Pyrénées-Orientales). Encore plus actif sur le plan associatif, il est membre du comité directeur de la Fédération française de muaythaï et disciplines associées, et s’adonne à deux grandes fédérations mondiales de sports de combat, la WKA et ISKA ; cela en tant que vice-président de l’antenne française WKA/ISKA dans le cadre de la Commission nationale des arts pugilistiques de la Fédération française de full contact et disciplines associées.